# Пиньейро, Саломан Гуржел
Саломан Гуржел Пиньейро (Пиньейру, порт. Salomão Gurgel Pinheiro; род. 1948 год, Жандуис) — бразильский психиатр и политик, депутат Парламента Бразилии, мэр города Жандуис штата Рио Гранде ду Норте (1983—1988). Член радикальной левой партии Бразилии «Партия социализма и свободы». Выпускник Университета дружбы народов им. Патриса Лумумбы.

## Биография
Саломан Гуржел Пиньейро родился 10 сентября 1948 года в муниципалитете Жандуис (Риу-Гранди-ду-Норти) Федеративной Республики Бразилия. В 1976 году окончил медицинский факультет Университета дружбы народов им. Патриса Лумумбы по специальности «лечебное дело». В 1979 году окончил ординатуру на кафедре клинической психиатрии и психологии медицинского факультета УДН им. Патриса Лумумбы (научные руководители — заслуженный деятель науки Российской Федерации, доктор медицинских наук, профессор Мария Васильевна Коркина и доктор медицинских наук, профессор Марина Александровна Цивилько).
По окончании учебы с 1982 года работал по полученной специальности врачом-психиатром в своей частной клинике городе Каико. Помимо этого, продолжает работать по настоящее время в госпиталях и клиниках штата Рио Гранде ду Норте. Является действительным членом Ассоциации психиатров Бразилии.
В последующем занимал разные административные должности: мэр города Жандуис штата Рио Гранде ду Норте (1983—1988); госсекретарь здравоохранения города Натал, столицы штата Натал (2000).

## Политическая деятельность
В 1990 году участвовал в выборах на пост губернатора штата. Принимал участие в выборах в парламент Бразилии. С 2001 по 2002 год был депутатом бразильского парламента.
В 2005 году был вновь избран мэром города Жандуис (2005—2013). В 1980—1991 и с 2001 года — член левой «Партии трудящихся» (в промежутках состоял в Социалистической и Демократической рабочей партиях), с 2015 года — член левой радикальной «Партии социализма и свободы».